# Moscow City

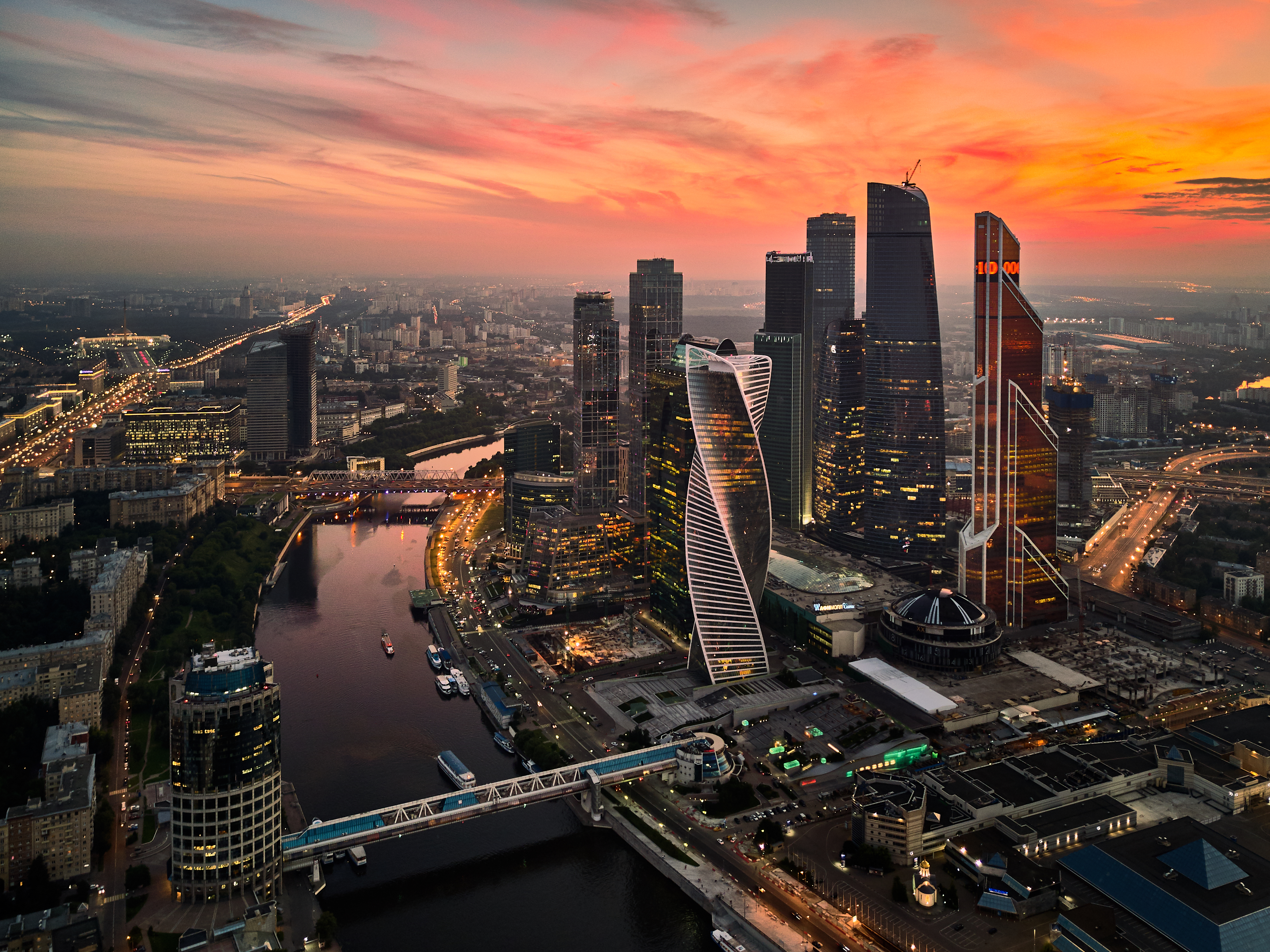
Moscou Centre Internacional de Negocis l'any 2017

Moscou Centre Internacional de Negocis (en rus: Московский международный деловой центр; ММДЦ), és un districte comercial situat al centre de Moscou, Rússia.